# Cristo de la Buena Muerte (Puerto del Rosario)
El Santísimo Cristo de la Buena Muerte es una escultura que representa a Jesús de Nazaret crucificado que se encuentra en la Capilla Militar o Acuartelamiento de Puerto del Rosario (Fuerteventura, España). Se trata de la advocación de Cristo que suscita más devoción en la isla de Fuerteventura.

## Características
Es una imagen de madera del siglo XX de Cristo crucificado en tamaño natural, y que toma su advocación del Cristo de la Buena Muerte de la Congregación de Mena en la ciudad de Málaga.

## Procesión
Cada año la imagen sale en procesión el Miércoles Santo a hombros del Regimiento de Infantería «Soria» n.º 9, en la procesión conocida como El Encuentro.
La imagen del Cristo de la Buena Muerte sale de la Capilla Militar acompañado por la imagen de Nuestro Padre Jesús Nazareno. De la Iglesia Matriz de Nuestra Señora del Rosario parte la imagen de la Virgen de los Dolores.
El encuentro de las tres imágenes se produce en la Plaza de La Explanada de la avenida marítima de la ciudad. Tras el encuentro el párroco ofrece un sermón, tras el cual las imágenes regresan a sus lugares de culto.
Esta procesión tiene su origen con la llegada del Tercio Don Juan de Austria de La Legión a la isla tras la descolonización del Sáhara en 1976. Desde 1997 es el Regimiento de Infantería «Soria» n.º 9, el que recogió el testigo, y desde entonces viene celebrándose cada año. Esta es considerara como la procesión más multitudinaria de la isla de Fuerteventura y a ella asisten las principales autoridades insulares y locales.